# Lophomma vaccinii
Lophomma vaccinii is een spinnensoort in de taxonomische indeling van de hangmatspinnen (Linyphiidae).
Het dier behoort tot het geslacht Lophomma. De wetenschappelijke naam van de soort werd voor het eerst geldig gepubliceerd in 1926 door James Henry Emerton.